# Inna
Elena Alexandra Apostoleanu (Mangalia, 16 de octubre de 1986), más conocida por su nombre artístico Inna, es una cantante y compositora de música trance, house y música electrónica veraniega rumana. Nacida en Mangalia y criada en Neptun, estudió Ciencias Políticas en la Universidad Ovidius antes de conocer al trío rumano Play & Win y seguir una carrera musical. Usó el seudónimo de Alessandra en 2008 con un estilo de pop rock. Ese mismo año, cambió su nombre artístico a Inna y comenzó a lanzar música house. «Hot» (2008), su primer sencillo, fue un éxito comercial en todo el mundo, y alcanzó la primera posición en las listas Romanian Top 100 y Hot Dance Airplay de Billboard. Su primer álbum de estudio del mismo nombre se lanzó en agosto de 2009 y recibió la certificación de oro y platino en Rumania y Francia, respectivamente. Presentó varios otros sencillos exitosos en Europa, entre ellos «Amazing» (2009), su segundo número uno en Rumania.
El segundo álbum de Inna, I Am the Club Rocker (2011), logró un éxito global con el sencillo «Sun Is Up» (2010). La pista ganó el premio Eurodanceweb Award, que la posicionó como la primera artista rumana en conseguirlo. En 2011, se anunció que Inna era la artista rumana y europea del este mejor pagada. Su tercer álbum de estudio, Party Never Ends (2013), recibió una nominación por dos años consecutivos en la categoría de mejor álbum en los premios Romanian Music Awards y alcanzó el top 10 en México. El álbum incluyó el sencillo «More than Friends», un éxito moderado en Europa, en colaboración con el artista puertorriqueño Daddy Yankee. En 2014, Inna firmó con Atlantic Records y lanzó el sencillo «Cola Song» con el artista colombiano J Balvin, que se utilizó para promocionar la Copa Mundial de la FIFA de ese año.
El cuarto y homónimo álbum de estudio de Inna se lanzó en octubre de 2015 e incluyó «Diggy Down», el tercer sencillo número uno de la cantante en Rumania. A partir de 2017, formó parte del jurado en el programa de talentos Vocea României Junior junto con Andra y Marius Moga. En el mismo año lanzó su quinto álbum, Nirvana, cuyos sencillos tuvieron éxito en las listas de países europeos como Rumania y Turquía. En 2018 firmó un contrato de grabación con Roc Nation y lanzó su sexto álbum de estudio, Yo, en mayo de 2019. Completamente concebido por Inna, el disco en español marca un cambio en su dirección musical, ya que incorpora estilos de música experimental con influencia gitana. En marzo de 2020, «Bebe» se convirtió en su cuarto sencillo número uno en su país natal. En noviembre del mismo año, la artista estrenó su séptimo álbum de estudio, Heartbreaker, junto con su sencillo «Flashbacks» que obtuvo un desempeño comercial favorable en las listas de varios países europeos. Después del éxito comercial de su sencillo «Up», que se convirtió en su quinto número uno en Rumania, Inna publicó su octavo álbum de estudio, Champagne Problems, dividido en dos partes en enero y marzo de 2022. De manera similar, la artista lanzó su noveno álbum de estudio, Just Dance en febrero y abril de 2023.
Con ventas globales de cuatro millones de copias con sus primeros tres álbumes de estudio, Inna es la artista rumana más exitosa en el extranjero. Ha recibido varios premios y nominaciones, entre ellos los Balkan Music Awards, el European Border Breakers Award, los MTV Europe Music Awards y los Romanian Music Awards. Además de su carrera musical, Inna también es activista por los derechos humanos ya que ha participado en campañas contra la violencia doméstica y en apoyo de los derechos de los niños y LGBT.

## Biografía y carrera

### 1986-2007: Primeros años de vida y comienzos de su carrera
Elena Alexandra Apostoleanu nació el 16 de octubre de 1986 en la ciudad de Mangalia, Rumania, hija de Giorgic y Maria Apostoleanu. Creció en Neptun, donde su padre trabajaba como rescatista marino y su madre como bailarina y cantante. Cuando era niña, Inna compitió como nadadora y se interesó en otros deportes como el fútbol y el baloncesto, así como también en la música. En su adolescencia, escuchó una gran variedad de estilos musicales, entre ellos electro house y europop, y artistas como Beyoncé, Christina Aguilera, Céline Dion y Whitney Houston. Inna asistió a la única, y actualmente disuelta, escuela primaria en Neptun. Después de esto, se matriculó en el Colegiul Economic—en español: Universidad de Economía—en Mangalia, y luego estudió Ciencias Políticas en la Universidad Ovidius en Constanza. También tomó clases de canto y participó en varios festivales de música. Después de una audición sin éxito para la banda rumana A.S.I.A., entre otros proyectos musicales fallidos, vendió pantuflas en Neptun.
Cuando Inna trabajaba en una oficina, su representante la escuchó cantar y se contactó con el equipo de producción Play & Win, con quienes grabó varias canciones. Bajo el seudónimo de Alessandra, ingresó las canciones «Goodbye» y «Sorry» para representar a Rumania en el Festival de la Canción de Eurovisión de 2008, pero ninguna logró clasificar. La cantante interpretó «Goodbye» en vivo en el programa de televisión en horario estelar, Teo!, que fue su primera aparición televisada. Ese mismo año, cambió su nombre artístico a Inna ya que era fácil de recordar y era el apelativo con el que su abuelo la llamaba cuando era niña. Al principio de su carrera, Inna lanzó canciones de pop rock, pero cambió su género musical por la música house con influencia minimalista después de cambiar su nombre artístico. En una entrevista con News of the World, Inna citó a Swedish House Mafia, The Black Eyed Peas y Jessie J como sus inspiraciones, así como también a Pink, Houston y Dion.

### 2008-2011:HotyI Am the Club Rocker

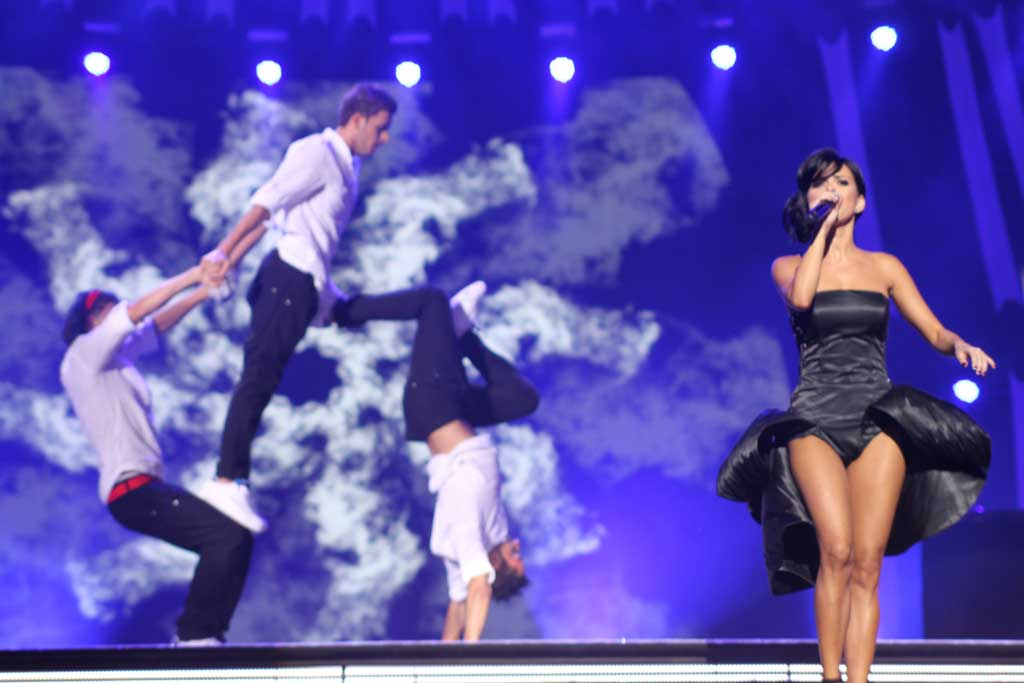
Inna en el Festival Internacional de la Canción de Sopot en 2009.

El primer sencillo de Inna, «Hot», se lanzó en las estaciones de radio rumanas en agosto de 2008, alcanzó el número uno ese mismo año, y lo promovió en varios clubes nocturnos en Rumania. La pista también tuvo éxito comercial en toda Europa, y encabezó la lista Hot Dance Airplay de Billboard a principios de 2010. «Love» (2009) se lanzó como el segundo sencillo de Inna y alcanzó el número cuatro en Rumania. La cantante recibió la primera nominación de su carrera en los Eska Music Awards de 2009 en Polonia por mejor canción internacional con su sencillo «Hot». Su sello rumano, Roton, firmó un contrato con el sello estadounidense Ultra Records en abril de 2009.
Inna colaboró con el músico rumano Bogdan Croitoru en su siguiente sencillo, «Déjà Vu» (2009), que lanzaron bajo los seudónimos Bob Taylor y Anni antes de revelar sus verdaderas identidades después de un período de especulación. Inna obtuvo su segundo número uno en Rumania con «Amazing», su cuarto sencillo, en 2009. Play & Win escribió esta canción inicialmente para la cantante rumana Anca Baidu, quien luego aseguró que se la «robaron». El primer álbum de estudio de Inna, Hot, se lanzó en agosto de 2009, y también incluyó el quinto y último sencillo «10 Minutes» (2010). El disco tuvo buen desempeño comercial y recibió una certificación de oro en Rumania y una de platino en Francia. A partir de diciembre de 2011, el álbum vendió un total de 500 000 unidades en todo el mundo. Inna ganó el premio al mejor artista rumano en los MTV Europe Music Awards de 2009 y 2010, siendo la primera en obtenerlo por dos años consecutivos. En 2010, también recibió una nominación como mejor artista europeo.

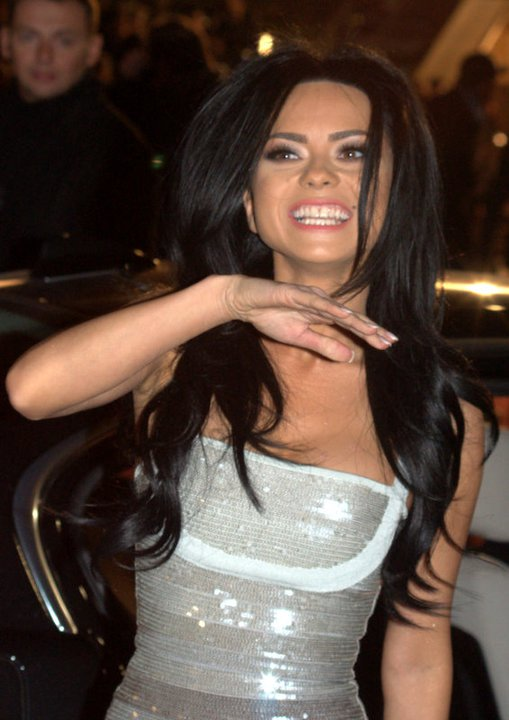
Inna en los NRJ Music Awards de 2011

El sexto sencillo de Inna, «Sun Is Up», se lanzó en octubre de 2010, y alcanzó el puesto número dos en el Top 100 de Rumania. Fue un éxito comercial en varios países europeos; recibió una certificación de oro en Suiza e Italia, y una de plata en el Reino Unido. Con «Sun Is Up», Inna obtuvo el premio Eurodanceweb Award en 2010; fue la primera artista rumana en recibirlo. Ese año, también ganó un galardón honorífico en los premios Zece Pentru România en su país. La cantante lanzó su segundo álbum de estudio, I Am the Club Rocker, en septiembre de 2011. Con música europop, dance pop, techno y house, el disco logró un reconocimiento como uno de los mejores álbumes del año por su sello Roton, y recibió una certificación de oro en Polonia. Para promoverlo, la artista se embarcó en su gira I Am the Club Rocker Tour (2011-12) que visitó Europa y Estados Unidos. Durante las presentaciones mexicanas, Inna dio varias entrevistas e hizo apariciones en la radio.
«Club Rocker» (2011), con el rapero estadounidense Flo Rida, se estrenó como el segundo sencillo de I Am the Club Rocker. La canción fue objeto de una demanda cuando el cantante español Robert Ramirez acusó a Play & Win de copiar el estribillo de su canción, «A Minute of Life»; Play & Win ganó el caso judicial en 2018. Posteriormente, se lanzaron tres sencillos del álbum, «Un momento» (2011), «Endless» (2012) y «Wow» (2012). «Endless» alcanzó el puesto número cinco en el Top 100 de Rumania, mientras que «Wow» alcanzó el número diez. En diciembre de 2011, a Inna le ofrecieron el papel principal en una película francesa, pero lo rechazó por razones desconocidas. En 2011, según el periódico rumano Libertatea, Inna se convirtió en la artista rumana y europea del este mejor pagada.

### 2012-2015:Party Never EndseInna

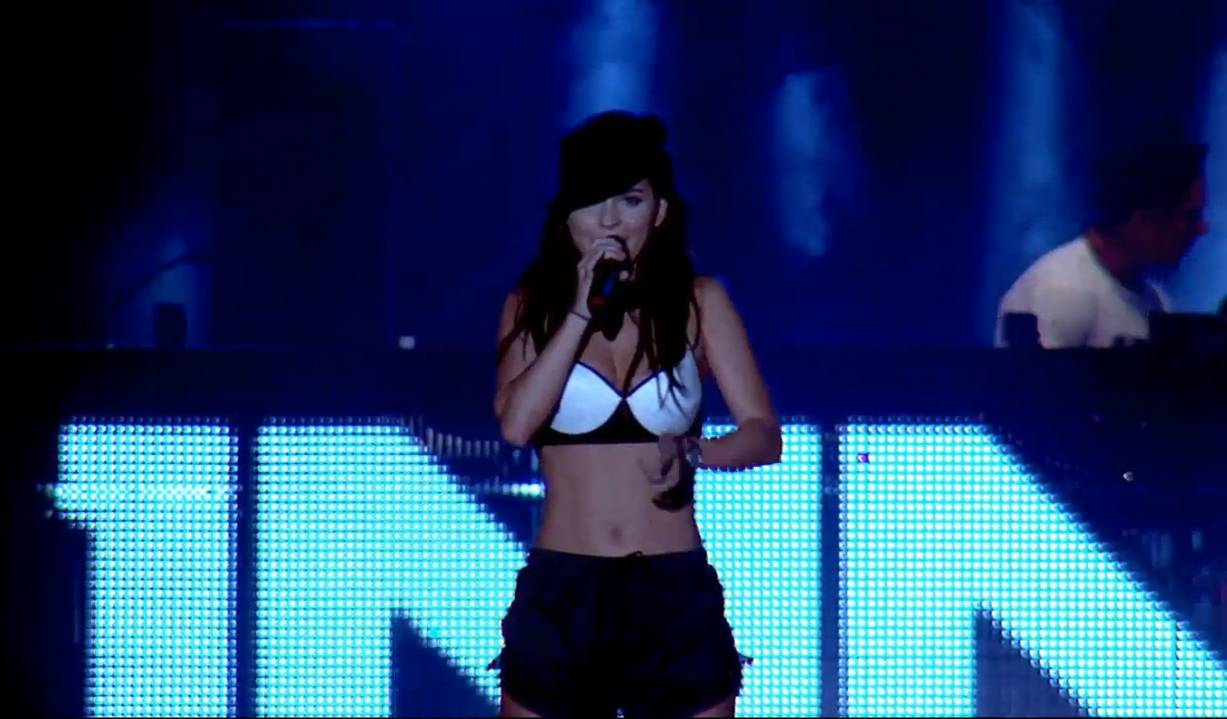
Inna en el Festival Barbarella de 2013 en República Dominicana.

A principios del 2012, Televiziunea Română (TVR) le ofreció que representara a Rumania en el Festival de la Canción de Eurovisión de ese año, pero rechazó la oferta debido a conflictos de programación. Ese mismo año, lanzó el sencillo «Caliente», que dedicó a sus fanáticos mexicanos. «Tu și eu», la versión rumana de «Crazy Sexy Wild», obtuvo el quinto puesto en la lista musical rumana. Su siguiente sencillo, «Inndia» (2012), también ingresó dentro del top diez de mencionado conteo. En la víspera de Año Nuevo, Inna se presentó junto a otros artistas en el hipódromo Meydan en Dubái.
La cantante lanzó su tercer álbum de estudio, Party Never Ends, en marzo de 2013, junto a los sencillos «More than Friends» (2013) con Daddy Yankee e «In Your Eyes» (2013) con Yandel. «More than Friends» generó polémica, debido a que acusaron a sus compositores de plagiar la canción de Pitbull «Everybody Fucks» (2012). Party Never Ends alcanzó su punto máximo en el número diez en México, y recibió una nominación en la categoría mejor álbum en los Romanian Music Awards de 2013 y 2014. En marzo de 2013, Inna participó en el sencillo «P.O.H.U.I.» del grupo moldavo Carla's Dreams, que alcanzó el número tres en Rumania, y ganó en la categoría mejor canción del año en los Romanian Top Hits Awards. A finales de 2013, Inna contribuyó en la canción «All the Things» de Pitbull en su EP Meltdown.

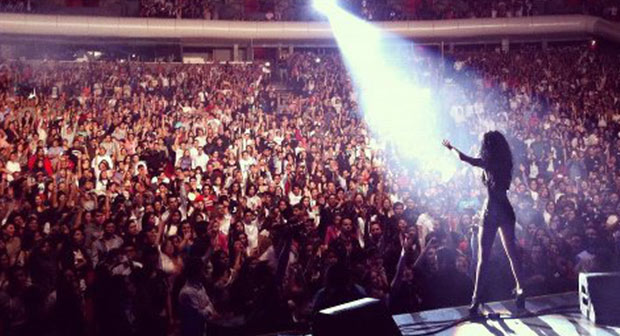
Inna en el Auditorio Nacional en 2013.

«Cola Song», una colaboración con J Balvin que se estrenó bajo el sello Atlantic Records en abril de 2014, obtuvo una certificación de platino por PROMUSICAE. El sencillo promovió la Copa Mundial de la FIFA 2014 y apareció en el videojuego de baile Just Dance 2017. En 2014, Inna colaboró por segunda vez con Pitbull en el sencillo «Good Time», y fue la artista invitada en «Strigă!», sencillo del rapero rumano Puya, que alcanzó su punto máximo en el número dos en Rumania. La cantante lanzó su cuarto álbum de estudio homónimo en octubre de 2015. Otra versión del mismo, titulada Body and the Sun, se estrenó en Japón en julio de 2015. Uno de los sencillos del disco, «Diggy Down» (2014), se convirtió en su tercer éxito número uno en Rumania. La pista ganó el premio a mejor dance en los Media Music Awards. El siguiente sencillo de Inna, «Bop Bop», alcanzó el puesto número dos en Rumania, mientras que su sucesor, «Rendez Vous» (2016), recibió una certificación de oro en Polonia. Ese mismo año, Inna ganó por tercera vez en la categoría de mejor artista rumano y recibió una nominación como mejor artista europeo en los MTV Europe Music Awards. Poco después, colaboró con la cantante rumana Alexandra Stan y Daddy Yankee en el sencillo «We Wanna», que fue un éxito moderado. También contribuyó en la canción de Carla's Dreams «Te rog», que llegó a alcanzar el número uno en Rumania.

### 2016-2019:NirvanayYo

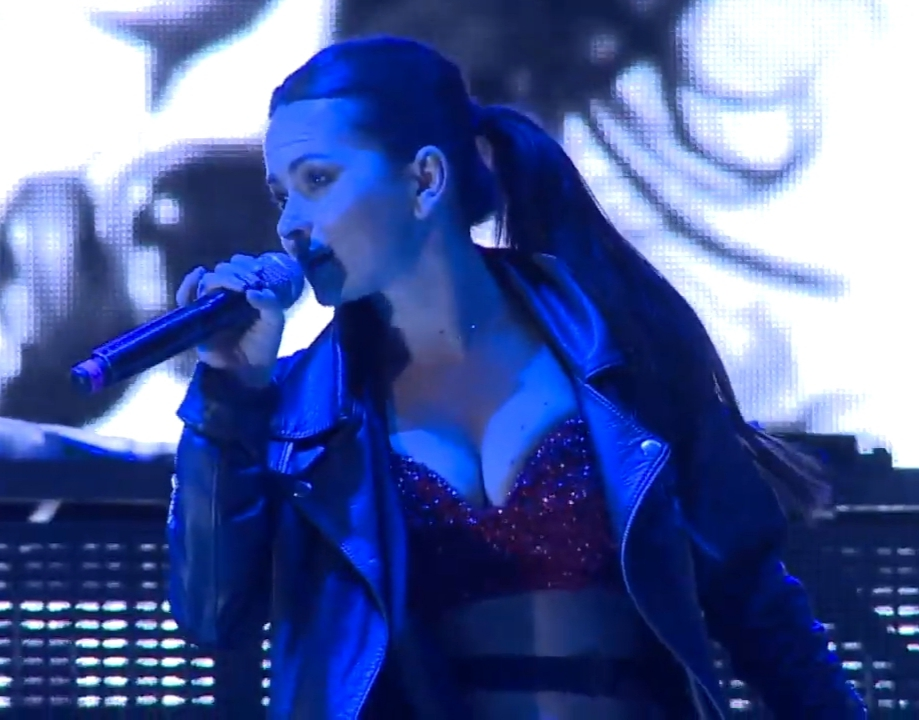
Inna en el Festival Internacional del Globo 2016 en León (Guanajuato) México.

En agosto de 2016, fue la encargada de abrir el Festival Internacional Untold, celebrado en la Arena de Cluj. También formó parte del supergrupo rumano G Girls y con él publicó dos sencillos: «Call the Police» y «Milk & Honey». A principios de 2017, Inna formó parte del jurado en el programa de talentos Vocea României Junior con Andra y Marius Moga, y en mayo del mismo año, su canal de YouTube superó las dos mil millones de reproducciones. Su quinto álbum de estudio, Nirvana, se lanzó en diciembre de 2017. Sus sencillos, «Gimme Gimme» (2017), «Ruleta» (2017) y «Nirvana» (2017), tuvieron éxito comercial en países europeos como Rumania y Turquía. «Ruleta» y «Nirvana» alcanzaron su punto máximo en los puestos tres y dos en su país natal, respectivamente. Inna lanzó dos sencillos con el grupo moldavo The Motans, «Nota de plată» y «Pentru că», en 2017 y 2018, respectivamente; ambos ingresaron dentro del top 10 en Rumania.
Firmó un contrato de grabación con el sello discográfico Roc Nation, y estrenó su sexto álbum de estudio, Yo, en mayo de 2019. Con canciones escritas únicamente en español, la artista tomó el control creativo completo del disco y trabajó ampliamente con el productor rumano David Ciente y la compositora Cristina Chiluiza. Ella describió el material de Yo como experimental y con influencia gitana; un sonido alejado de sus trabajos previos. «Ra» se lanzó como el primer sencillo del disco en septiembre de 2018. La artista lo promovió con varias apariciones públicas en México y los Estados Unidos, incluidos los premios Telehit 2018 y la 19.ª edición de los premios Grammy Latinos Anuales, así como en revistas por ejemplo Rolling Stone y Vogue México y Latinoamérica. Posteriormente, también apareció en otras publicaciones como Billboard, The New York Times y Elle. «Iguana», el segundo sencillo del álbum, alcanzó el número cuatro en Rumania. En agosto, Inna estrenó su revista digital, InnaMag.

### Desde 2020:Heartbreaker,Champagne ProblemsyJust Dance

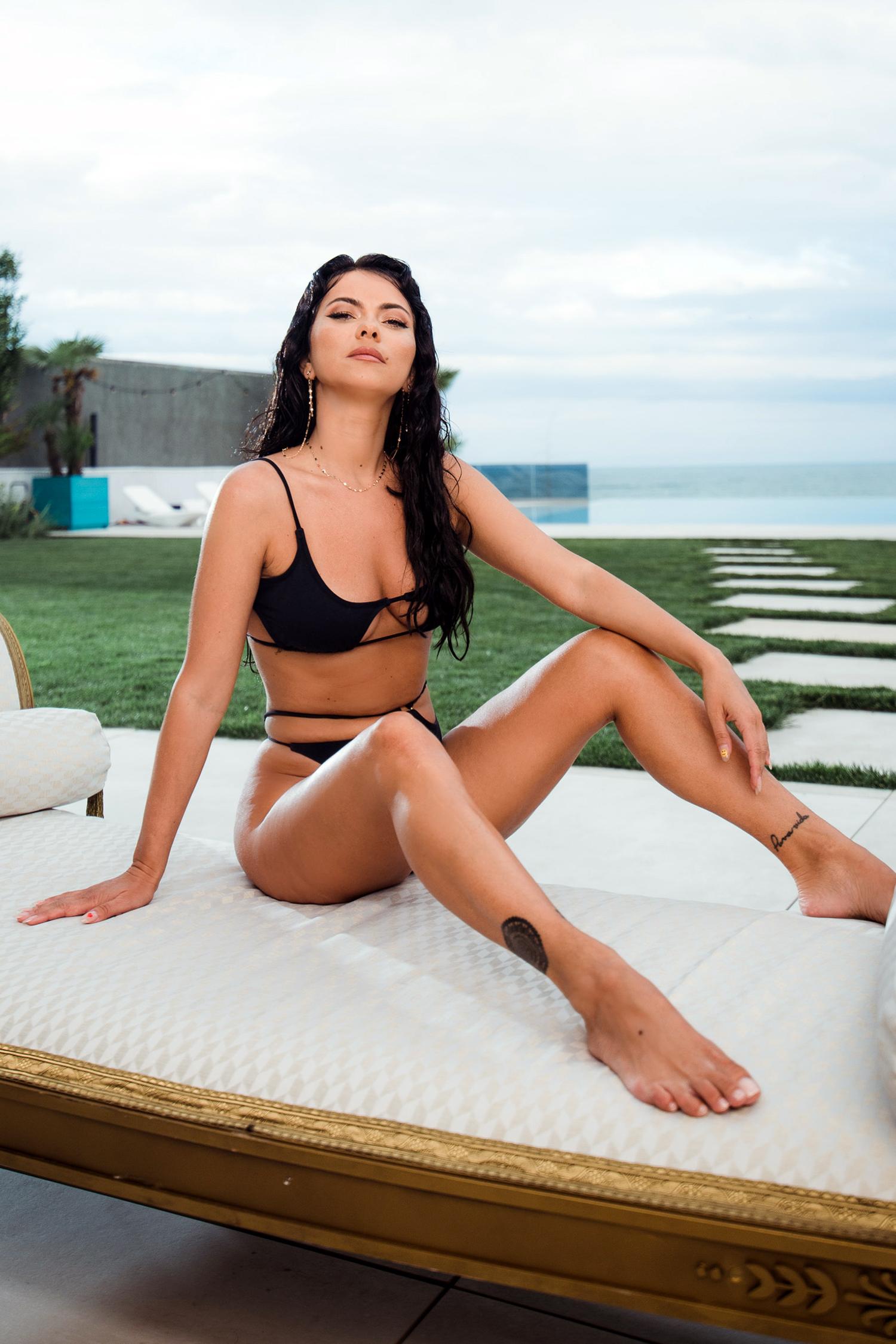
Inna durante una sesión fotográfica en 2021

En marzo de 2020, su sencillo «Bebe», en colaboración con la cantante ugandesa Vinka, encabezó la lista Airplay 100, y fue el primero de una serie de sencillos que marcan el regreso de la artista al género EDM; también incorporan influencias de deep house. Desde ese año, Inna forma parte del jurado para la versión rumana del programa The Masked Singer, emitido por la cadena Pro TV. La cantante estrenó su séptimo álbum de estudio, Heartbreaker, el 27 de noviembre de 2020, el cual diseñó durante tres semanas con su equipo de trabajo formado por artistas rumanos como Sebastian Barac, Marcel Botezan, Ciente, Alexandru Cotoi, Minelli y WRS; la intérprete comenzó la primera temporada de su serie Dance Queen's House a su canal oficial en YouTube con el fin de documentar el proceso. En enero de 2021, su sencillo «Read My Lips» (2020), en colaboración con la cantante colombiana Farina, alcanzó el número diez en Rumania. En febrero de 2021, la artista estrenó «Flashbacks» como el primer sencillo de Heartbreaker. Tras ingresar en la lista de Shazam en Rusia, el tema obtuvo un desempeño comercial favorable en el país, donde alcanzó el puesto número uno. «Flashbacks» también encabezó las listas en Bielorrusia, y logró posicionarse en el top 10 en Bulgaria, la Comunidad de Estados Independientes, Rumania y Ucrania. Sus siguientes colaboraciones, «Cool Me Down» con Gromee e «It Don't Matter» con Alok y Sofi Tukker, obtuvieron éxito en algunos países. En septiembre de 2021, Inna actuó como invitada especial en el Festival Untold, celebrado en la Cluj Arena. En octubre de 2021, estrenó el sencillo «Up», que fue un éxito comercial en Bulgaria, Polonia y Rusia a principios de 2022. El tema, que tuvo una remezcla en colaboración con el rapero jamaicano Sean Paul, también se convirtió en su quinto número uno en Rumania, al encabezar la lista de la Industria Fonográfica Rumana (UPFR). La artista estrenó su octavo álbum de estudio, Champagne Problems, dividido en dos partes en enero y marzo de 2022, respectivamente; el proceso de producción se dio como resultado de la segunda temporada de Dance Queen's House. En junio de 2022, su sencillo «Tare» junto a The Motans alcanzó el primer lugar en las listas de Rumania. La artista lanzó su noveno álbum de estudio, Just Dance, dividido en dos partes en febrero y abril de 2023.

## Legado y filantropía

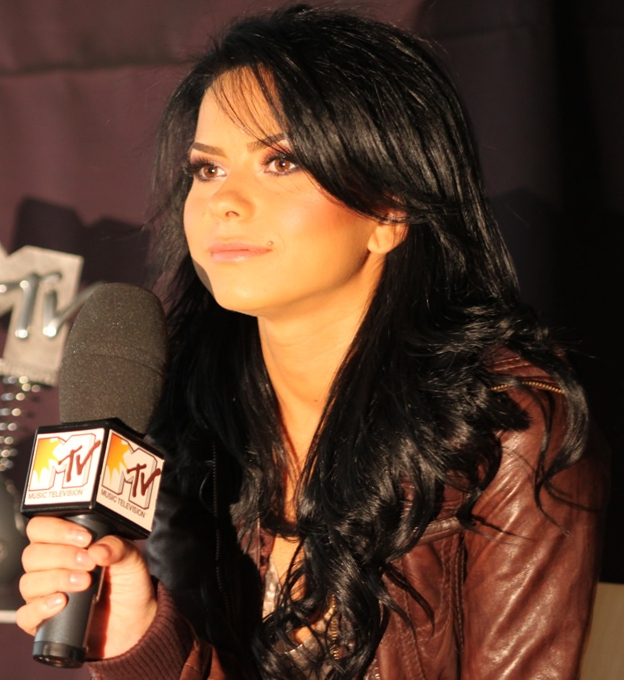
Inna en los MTV Europe Music Awards 2009

El diario británico The Guardian la nombró como «una de las mayores exportaciones de Rumania», con base en sus ventas y popularidad. La cantante ha recibido varios premios y nominaciones, entre ellos cinco Balkan Music Awards, un European Border Breakers Award, tres MTV Europe Music Awards al mejor artista rumano, y trece 
Romanian Music Awards. El patrimonio neto de Inna en 2011 se estimó en €8 000 000 de euros (aproximadamente $9.3 millones de dólares estadounidenses), y hasta marzo de 2016, vendió cuatro millones de copias con sus primeros tres álbumes de estudio. En 2015, Antena 3 informó que Inna era la artista rumana más exitosa en el extranjero.
A finales de noviembre de 2011, Inna se unió a la campaña contra la violencia doméstica «Durerea nu este iubire»—en español: El dolor no es amor—para empoderar a las mujeres para hacer frente a los abusos y firmó una petición con la que pidió al gobierno rumano que fortaleciera una ley contra la violencia doméstica. Como activista por los derechos de los niños en Rumania, apoyó la campaña de UNICEF «No More Invisible Children»—en español: No más niños invisibles—de 2012. Ese mismo año, lanzó su fundación «Bring the Sun In My Life»—en español: Trae el sol a mi vida—para aumentar la conciencia pública sobre la violencia contra las mujeres. También grabó «Tu tens la força»—en español: Tienes el poder—, una versión en idioma catalán de la canción «Freed from Desire» (1996) de la cantante italiana Gala, para la Marató de TV3 en 2015. En 2016, participó en la campaña anti-bullying de Cartoon Network en Rumania, titulada «CN Clubul Prieteniei»—en español: El club de la amistad de CN— y grabó un nuevo tema de apertura para la versión rumana de Las Chicas Superpoderosas. Ese año, la artista junto con otras celebridades rumanas firmaron una carta abierta para apoyar a la comunidad LGBT en respuesta a una acción respaldada por la iglesia ortodoxa rumana para enmendar la definición constitucional de una familia. Varios grupos rumanos e internacionales de derechos humanos criticaron esta decisión, ya que lo interpretaban como una restricción de los derechos LGBT. En marzo de 2022, Inna formó parte del concierto de beneficencia We Are One, que tiene como objetivo recaudar fondos para Ucrania tras la invasión rusa en febrero de 2022.

## Vida personal

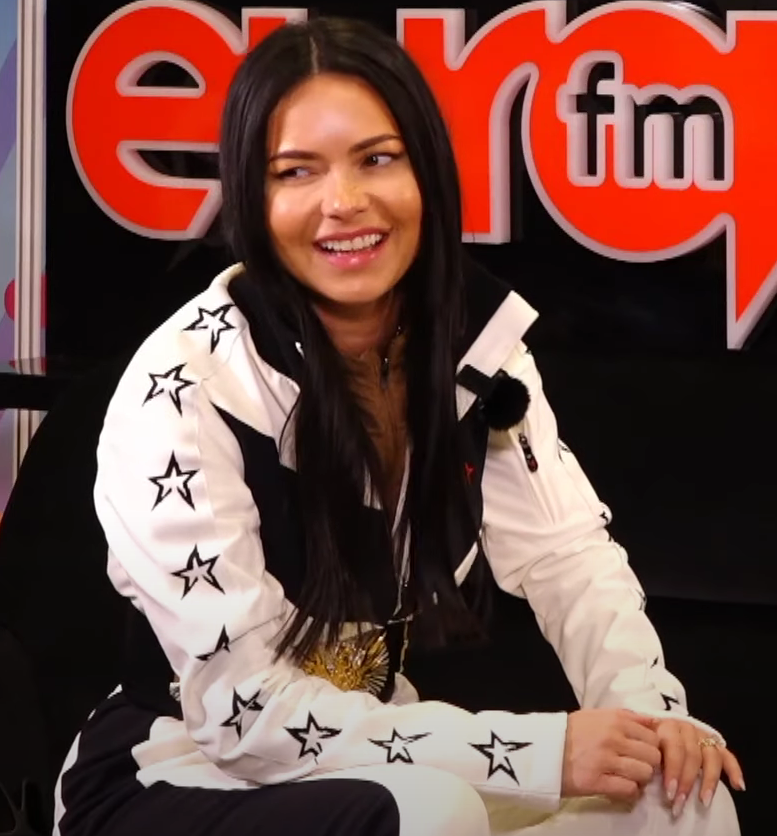

Inna salió con su representante, Lucian Ștefan, durante diez años hasta el 2013. Ese mismo año, tuvo una relación con el fotógrafo estadounidense John Perez.En mayo de 2018, la hospitalizaron debido a que se desplomó en un escenario inestable durante su tour por Turquía; la gira continuó a pesar de este hecho. A partir de marzo de 2017, Inna vive con su madre y su abuela en una villa que compró en Bucarest. También tiene una residencia en Barcelona. En 2020, la cantante afirmó que se encuentra en una relación con el rapero rumano Deliric. Inna es políglota al hablar, además de su natal rumano, en inglés, español, «un poco de francés» y «algunas palabras en italiano, árabe y ruso»; la artista afirma que ese hecho «me ha ayudado bastante para conectarme con facilidad con muchas personas y culturas. Es increíble la forma en que la música nos une».

## Discografía
Álbumes de estudio
- 2009: Hot
- 2011: I Am the Club Rocker
- 2013: Party Never Ends
- 2015: Inna
- 2017: Nirvana
- 2019: Yo
- 2020: Heartbreaker
- 2022: Champagne Problems
- 2023: Just Dance
- 2024:  Everything Or Northing
- 2024: El Pasado